# ルル (インド神話)
ルル（Ruru）は、インド神話の登場人物である。プラマティとグリターチーの子で、聖仙チヤヴァナとスカニヤーの孫にあたる。プラマッドヴァラーとの間にシュナカをもうけた。非常に長い寿命の持ち主で、自分の寿命を死んだ妻に分け与えて蘇生された物語が知られている。

## 物語

### 妻の蘇生
ルルは聖仙ストゥーラケーシャの養女プラマッドヴァラーに恋をし、結婚を望むようになった。ルルがそのことを父に伝えると、父は聖仙にルルとプラマッドヴァラーとの結婚を申し込んだ。聖仙はそれを受け入れ、結婚の日取りが決められた。ところがプラマッドヴァラーは遊んでいる間に毒蛇を踏み、咬まれて息絶えてしまった。
ルルが悲しみのあまり森をさまよっていると、神の使者が現れて、プラマッドヴァラーを蘇生させる方法を告げた。それは自分の寿命を半分与えるというものであった。ルルはためらわず寿命を婚約者に与えることを望んだ。そこでプラマッドヴァラーの本当の父であるガンダルヴァの王ヴィシュヴァーヴァスと神々の使者はヤマ神のところに行き、ルルの願いを叶えることを求めた。こうしてプラマッドヴァラーは蘇り、2人は結婚することができた。

### 蛇殺し
しかしそれ以降、ルルは蛇に対して深い憎しみを抱き、蛇を見かけると怒ってすぐ殺すようになった。あるとき彼は森で無害な蛇に遭遇し、杖で殺そうとした。ところがそれはサハスラパートという聖仙が呪いによって蛇に変えられたものであった。聖仙はルルを諭したのち姿を消したという。